# Olof Åhlström
Olof Åhlström (født 14. august 1756, død 11. august 1835) var en svensk komponist. Fra 1777 til sin død var organist i Stockholm, og han anlagde det første svenske nodetrykkeri og udgav forskellige kompositioner, ligesom han optegnede og arrangerede melodierne til originaludgaven af Bellmans sange.